# 御伽 ～百鬼討伐繪卷～
《御伽 ～百鬼討伐繪卷～》為FromSoftware所發行之Xbox平台和風動作遊戲，於2003年12月25日上市，為同公司2002年12月12日所發行之《御伽》續編。
本作以平安時代為背景，主要角色以實際存在的歷史人物源賴光及其部下賴光四天王、陰陽師安倍晴明為原型創作，其他如酒吞童子、平將門及蘆屋道滿也接續前作於本作中出場。

## 玩法
本系列遊戲特色以破壞為遊戲主軸，各關卡間沒有明顯的劇情關聯性，於各關卡間依照通關指示殺敵並不斷進行破壞為本遊戲的特色。在遊戲中可自由破壞所有場景物件及建築物，於關卡結束後再度闖關時，關卡內的場景也會接續前次破壞後的景象，玩家可繼續進行場景的破壞及殺敵。

## 角色
可操作角色：
- 源賴光 － 本作主角之一，在遊戲中刻意以片假名ライコウ作呈現。受安倍晴明的召喚來到現世，為驅逐破壞京城的九尾狐和惡鬼們而戰。使用武器為劍，可使用靈符只能到貳階。
- 安倍晴明 － 本作主角之一，守護京城的巫術師，以四天王之性命召喚賴光至現世之人。史實上的安倍晴明為男性，在本作中以女性登場。以扇為武器，巫術能力強大，可使用屬於自己獨有的靈符。
- 坂田公時 － 賴光四天王之一，使用武器為斧頭，外型為一名巨漢。為安倍晴明召喚賴光的儀式中獻命的一員。在四天王之中掌管火之力，巫術較弱，以近戰為主，只能使用一階的靈符，所使用的靈符屬性為朱雀。
- 渡邊綱 － 賴光四天王之一，因家族遭土蜘蛛族所滅，為尋求復仇之力而成為了獸人。外型為使用武器為雙刃型長矛及雙臂上佩戴的刺刀。為安倍晴明召喚賴光的儀式中獻命的一員。在四天王之中掌管金之力，所使用的靈符屬性為白虎。
- 碓冰貞光  － 賴光四天王之一，為身材嬌小身著和服的少女，與史實上的碓井貞光性別不同。為安倍晴明召喚賴光的儀式中獻命的一員。武器為大鐮刀，戰鬥時除了可使用大鐮刀外，也可操作式神「鴉」(名為暮羽)戰鬥。在四天王中掌管水之力，所使用的靈符屬性為玄武。
- 卜部季武 － 賴光四天王之一，自身肉體已與神木合為一體，背部漂浮一巨大寶輪，為安倍晴明召喚賴光的儀式中獻命的一員。戰鬥能力以巫術見長，以遠距離攻擊為主，是唯一可裝備参階靈符的角色。在四天王中掌管木之力，所使用的靈符屬性為蒼龍。

其他角色：
- 平將門 － 古代罪人的亡靈，曾為朝廷的「朝敵」，死後成為惡鬼向朝廷復仇。其外型為無頭鎧甲武士，呼應史實上平將門的死狀。
- 蘆屋道滿 － 安倍晴明的對手。原為力量強大的巫術師，卻因過度追求力量而變成了鵺(音yè)。
- 酒吞童子 － 披著紅色長髮的鬼王，於前作中與賴光一戰後失去左角。只在「百鬼討伐模式」中登場。
- 九尾狐 － 本作最終頭目，從月而降的九尾金毛白面妖狐，原為管理天地定律的荒神，擁有與一般惡鬼不同次元的力量。為消滅京城與人類，多次指示妖魔與惡鬼們發動襲擊，然皆被晴明所阻止。因九尾中一枚「白珠」遭晴明奪去，導致失去部份力量，為取回白珠故多次追殺晴明。

## 开发
游戏主题区为《Voice》，由一木祐樹作曲，DoRe演唱。

## 外部連結
- 《御伽2~百鬼討伐繪卷》FROMSOFTWARE日文官方製品情報 （页面存档备份，存于）
- 巴哈姆特-《御伽2~百鬼討伐繪卷》作品資料 （页面存档备份，存于）